# هوراتیو (آرکانزاس)
هوراتیو (آرکانزاس) (به انگلیسی: Horatio, Arkansas) یک شهر در ایالات متحده آمریکا با جمعیت ۹۹۷ نفر است که در آرکانزاس واقع شده‌است.

## موقعیت جغرافیایی
موقعیت جغرافیایی شهرها و مناطق اطراف به شرح زیر است: